# 3740 Menge
3740 Menge è un asteroide della fascia principale. Scoperto nel 1981, presenta un'orbita caratterizzata da un semiasse maggiore pari a 2,4633122 UA e da un'eccentricità di 0,2664355, inclinata di 5,75676° rispetto all'eclittica.